# Marconi (cráter)

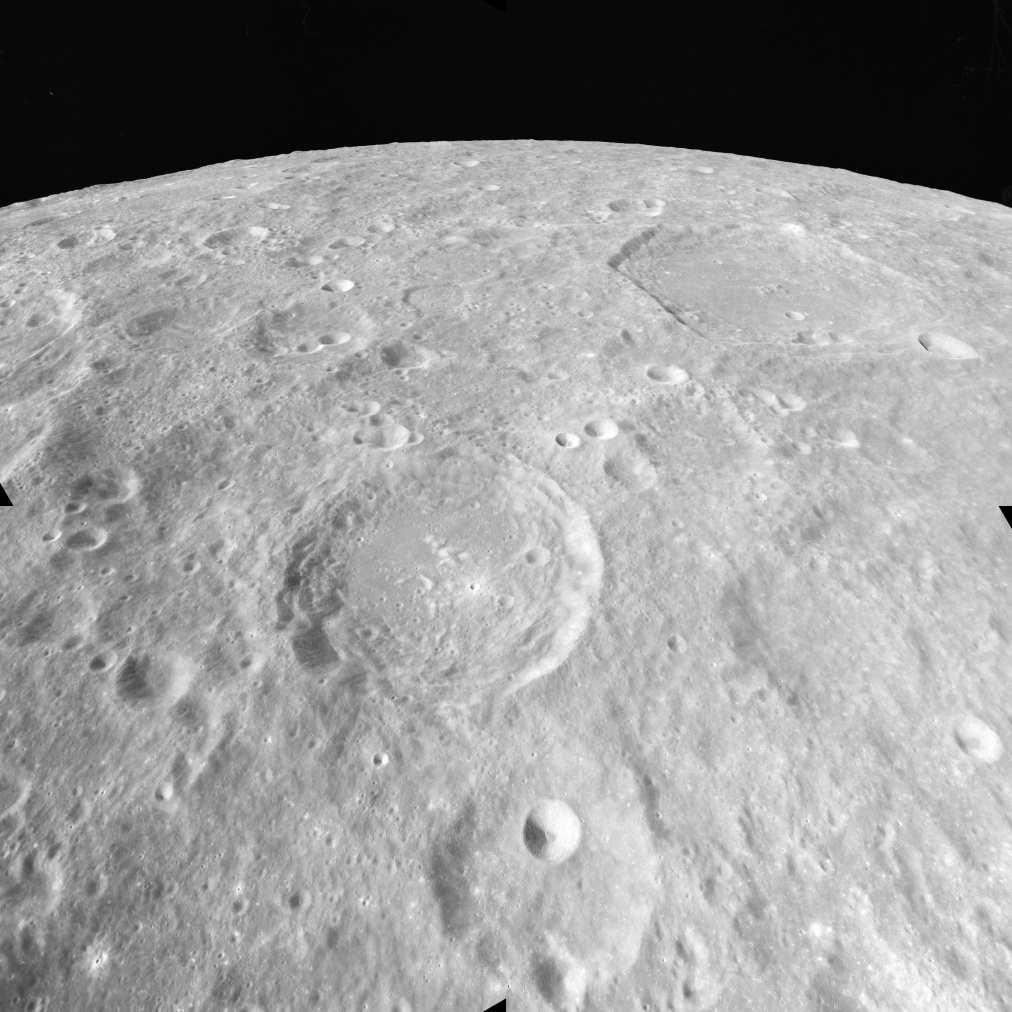
Imagen del cráter Marconi (ligeramente a la izquierda del centro) a bordo del Apolo 17.

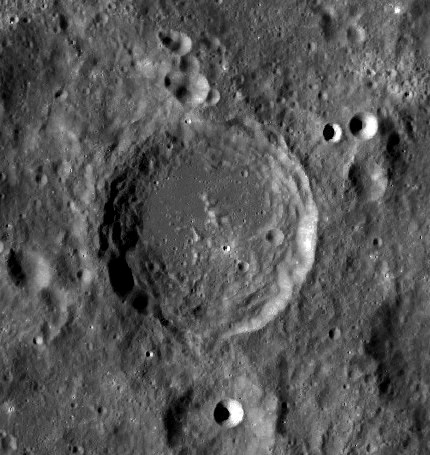
Fotografía de la misión Lunar Reconnaissance Orbiter

Marconi es un cráter de impacto que se encuentra en la cara oculta de la Luna, al noroeste de la gran planicie amurallada del cráter Gagarin, y al suroeste del prominente cráter Chaplygin. Al oeste-noroeste de Marconi se halla el cráter Dellinger, ligeramente más grande.
|  |

Se trata de un cráter bien formado con solo una modesta erosión por impactos que ha suavizado ligeramente su perfil. El borde exterior está marcado solo por unos pequeños cráteres y algunas estructuras aterrazadas todavía se pueden ver en las paredes internas. Presenta un par de pequeños cráteres en la pared interior al sur y al este. Cerca del punto medio del suelo interior, relativamente nivelado, aparece una leve elevación central formada por varias colinas pequeñas. El suelo está marcado por numerosos cráteres pequeños.
Anteriormente conocido como Cráter 295, fue nombrado en 1970 en honor del inventor italiano Guillermo Marconi (1874-1937).

## Cráteres satélite
Por convención estos elementos son identificados en los mapas lunares poniendo la letra en el lado del punto medio del cráter que está más cercano a Marconi.
|         | \| Marconi \| Coordenadas \| Diámetro \| \| ------- \| ------------------------------- \| -------- \| \| C \| 8°24′S 146°48′E / -8.4, 146.8 \| 9 km \| \| H \| 11°00′S 147°30′E / -11.0, 147.5 \| 41 km \| \| L \| 11°42′S 145°18′E / -11.7, 145.3 \| 38 km \| \| S \| 10°00′S 143°06′E / -10.0, 143.1 \| 14 km \| |          |
| Marconi | Coordenadas | Diámetro |
| C       | 8°24′S 146°48′E / -8.4, 146.8 | 9 km     |
| H       | 11°00′S 147°30′E / -11.0, 147.5 | 41 km    |
| L       | 11°42′S 145°18′E / -11.7, 145.3 | 38 km    |
| S       | 10°00′S 143°06′E / -10.0, 143.1 | 14 km    |